# Argythamnia stahlii
Argythamnia stahlii,   es una especie botánica de planta con flor de la familia de las Euphorbiaceae.

## Descripción
Es un subarbusto de Puerto Rico y el Caribe, erecto o decumbente de 3-5 dm de altura; muy ramoso desde una corona radicular leñosa; las partes jóvenes pilosas; hojas alternas, 9–35 × 7–14 mm, ovadas a elípticas, y 3–5 nervaduras ascendentes; flores diminutas, verdes, 1–3 mm; fruto profundamente 3-lobulado.
Está amenazado por pérdida de hábitat.

## Taxonomía
Argythamnia stahlii fue descrita por Ignatz Urban y publicado en Symbolae Antillanae seu Fundamenta Florae Indiae Occidentalis 1: 336. 1899.